# Venio Losert
Venio Losert (Zavidovići, 25 juli 1976) is een Kroatisch handballer die sinds 2012 voor het Poolse KS Vive Targi Kielce uitkomt. Voordien speelde hij onder andere voor RK Zagreb en FC Barcelona-Cifec. Losert is doelman.
Op de Olympische Spelen van 1996 in Atlanta won hij de gouden medaille met Kroatië. Acht jaar later werd hij opnieuw olympisch kampioen op de Olympische Spelen van 2004 in Athene.
Met Kroatië werd hij wereldkampioen in 2003. In 1995, 2005 en 2009 werd hij tweede op het wereldkampioenschap.

## Carrière
- -1999: RK Zagreb
- 1999-2000: BM Aragón
- 2000-2001: CB Cantabria
- 2001-2004: BM Granollers
- 2004-2005: SDC San Antonio
- 2005-2006: Frigorifricos del Morrazo Cangas
- 2006-2009: FC Barcelona-Cifec
- 2009-2010: US Créteil HB
- 2010-heden: CB Ademar Léon

| Logo van de Olympische Spelen | Goud | Zilver | Brons | Logo van de Olympische Spelen |
|                               | 2    | 0      | 1     |                               |

Patrik Čavar · Valner Franković · Slavko Goluža · Bruno Gudelj · Vladimir Jelčić · Božidar Jović · Nenad Kljaić · Venio Losert · Valter Matošević · Zoran Mikulić · Alvaro Načinović · Goran Perkovac · Iztok Puc · Zlatko Saračević · Irfan Smajlagić · Vladimir Šujster